# Аль-Мухтар аль-Касим
Аль-Мухтар аль-Касим (араб. المختار القاسم‎; англ. al-Mukhtar al-Qasim) (умер в 956 году) был имамом государства Зайдитов в Йемене, который правил или претендовал на власть с 936 по 956 года.

## Биография
Аль-Мухтар аль-Касим был самым старшим сыном имама ан-Насир Ахмед, который умер в 934 году. Смерть имама ан-Насир Ахмед произошла в период внутренней политической турбулентности между Зайдитами и горными районами Йемена. Его третий сын аль-Мунтахаб аль-Хасан потребовал имамат, но самый старший брат Аль-Мухтар аль-Касим выдвинул претензии. аль-Мунтахаб аль-Хасан умер в 936 году.
Тем не менее, младший брат (пятый сын имама ан-Насир Ахмед) с именем аль-Мансур Яхъя признается историографией Зайдитов в качестве законного преемника ан-Насира после 934 года. Аль-Мансур Яхъя был поддержан большинством Зайдитов после смерти брата аль-Мунтахаб аль-Хасан. В 956 году аль-Мухтар аль-Касим, правивший со своей базы в Саада, смог захватить важный коммерческий и политический центр Санаа, который до сих пор по большей части принадлежал соперничащей династии Яфуридов. Тем не менее, до конца этого года аль-Мухтар аль-Касим был убит могущественным господином из Хамэдани (араб. همدان‎) по имени Мухаммад бин ад-Даххак (англ. Muhammad bin ad-Dahhak). После смерти имама аль-Мухтар аль-Касим Санаа временно вернулась к Яфуридам.